# Institut Haïtien de Statistique et d'Informatique
L'Institut Haïtien de Statistique et d'Informatique (dal francese: Istituto haitiano di statistica e d'informatica; in acronimo IHSI) è un ente pubblico permanente haitiano, dotato di particolare autonomia amministrativa e gestionale, incaricato di raccogliere, realizzare e mettere a disposizione dati statistici riguardanti l'intero panorama nazionale nonché di sviluppare ed elaborare servizi tecnologici da implementare in particolare nella pubblica amministrazione. L'IHSI è posto al centro del Sistema nazionale di statistica e d'informatica pubblica (SyNSIP).

## Storia
L'IHSI trae le sue origini dal Bureau du Recensement, istituito in occasione del primo censimento della popolazione di Haiti nel 1950. Dopo meno di un anno, tuttavia, la necessità di disporre di un ente permanente portò alla creazione, attraverso la legge del 4 settembre 1951, dell'Institut Haïtien de Statistique (IHS). Le funzioni dell'istituto furono chiarite attraverso due decreti firmati il 31 ottobre e il 7 novembre 1958.
Successivamente nel 1981 l'istituto assunse il nome di Institut Haïtien de Statistique et d'Informatique (IHSI), acquisendo deleghe anche in materia di tecnologia e informatica, e poi, quattro anni dopo, fu posto alle dipendenze del Ministero dell'economia e delle finanze. Il 1º luglio 2020 è stato emanato un ulteriore decreto con l'obiettivo di ristrutturare l'ente e chiarirne le competenze, incluse quelle già descritte nel decreto del 1981.